# Japanagromyza howensis
Japanagromyza howensis är en tvåvingeart som beskrevs av Spencer 1977. Japanagromyza howensis ingår i släktet Japanagromyza och familjen minerarflugor. Inga underarter finns listade i Catalogue of Life.